# Alan Chui Chung-san
Alan Chui, de son vrai nom Chui Chung-san (徐忠信, né le 16 août 1952 à Hong Kong et mort le 2 novembre 2022 à Hong Kong), aussi connu sous les noms de Shu Zhong-xin, Hsu Zhong-xin et Alan Hsu, est un acteur, réalisateur, chorégraphe de scènes d'action et cascadeur hongkongais connu pour ses rôles dans de nombreux films d'arts martiaux tels que The Rebellious Reign (en), Kung Fu vs. Yoga (en), Two Fists Against the Law (en) et 7 Grandmasters (en), ainsi que diverses séries télévisées à Hong Kong et Taïwan.
Tout au long de sa carrière, il joue dans plus de 130 films, autant comme cascadeur que comme acteur (généralement dans le rôle d'un méchant ou d'un vieux maître).

## Biographie
Durant sa jeunesse, Alan Chui est souvent expulsé de l'école en raison de bagarres avec d'autres élèves. À l'âge de dix ans, il est envoyé à l'école de l'Opéra de Pékin pour suivre un entraînement d'acrobatie et de cascades. Peu de temps après avoir terminé cette formation, il entre à la Shaw Brothers pour débuter une carrière de directeur de scènes d'action.
Il devient cascadeur pour des studios tels que la Golden Harvest et la Shaw Brothers. En plus d'être cascadeur à l'écran, il travaille également sur diverses productions télévisées sur TVB et apparaît dans des rôles secondaires dans des films tels que Hapkido, Opération Dragon, Le Tigre noir du karaté et de nombreux autres. Avec Sammo Hung, Jackie Chan, Ching Siu-tung et d'autres, Chui tient de multiples petits rôles tout au long des années 1970.
Il travaille également pour divers studios de cinéma indépendants mais surtout pour la Shaw Brothers, et principalement sous la direction de Chor Yuen et apparaît fréquemment comme second rôle ou figurant jusqu'en 1978, comme dans To Kill a Jaguar (1977), Le Poignard volant (1977), Clans of Amazon (1978), La 36e Chambre de Shaolin (1978) et d'autres.
Plus tard vers 1979-1980, Chui devient connu pour ses rôles dans 7 Grandmasters (en) (1978), Kung Fu vs. Yoga (en) (1979) et Two Fists Against the Law (en) (1980), ainsi que comme directeur de scènes d'action pour des films tels que Shaolin Ex Monk en 1978 et La Dernière Chevalerie de John Woo (1978).
Chui est également fréquemment visible dans les productions taïwanaises de la fin des années 1970 au début des années 1980, telles que Born Invincible (en) (1978), Revenge of the Shaolin Master (1979), Zen Kwan Do Strikes Paris (1981), The Denouncement of Chu Liu Hsiang (en) (1982), Dragon Lord (1983) et d'autres.
Il aide également son ami de longue date Ching Siu-tung pour la chorégraphie de deux films de 1986 à 1987. Il collabore d'abord avec Tung pour chorégraphier Le Sorcier du Népal avec Chow Yun-fat et Emily Chu (en). Son travail avec Tung, Philip Kwok et Lau Chi-ho, lui vaut de partager le prix de la meilleure chorégraphie d'action. Sa deuxième collaboration avec Tung est Histoire de fantômes chinois en 1987, supervisant principalement la séquence d'action aux câbles et le doublage de cascade du jeune Leslie Cheung. Avec les membres de l'équipe du chorégraphie d'action (Tung, Kwok, Ho et Bobby Wu), il est nommé pour la meilleure chorégraphie en 1987. Chui aide plus tard Wilson Yip pour la chorégraphie sur le remake de 2011, A Chinese Ghost Story.
Il réalise également ses propres films d'action à petit budget tels que Tough Beauty and the Sloppy Slop (1995) avec Yuen Biao et Cynthia Khan, et Bloody Secret (2000) avec Anthony Wong et Ray Lui.
De 2005 à  2011, Chui retrouve souvent le réalisateur Johnnie To (qui a déjà travaillé sur deux films avec Tony Leung Chiu-wai, The Royal Scoundrel (1991) et Tomorrow (1995)) et travaille sur certains de ses films acclamés par la critique tels que Breaking News, Election 2 et La Vie sans principe. Après la sortie de ce-dernier film en 2011, il prend une pause au cinéma et se concentre sur les séries télévisées et les cascades. Il revient sur grand écran en 2016 avec Once Upon a Time in Macau - The Way of the Tiger.
Il travaille toujours sur diverses séries télévisées ces dernières années. Récemment, il est apparu dans la série hongkongaise Line Walker: The Prelude (en) dans le rôle d'un méchant.
Il s'est également essayé comme producteur et a travaillé sur plusieurs films d'arts martiaux en 2015.
Il dirige également ses propres équipes de cascadeurs, formant plus de 100 étudiants à l'essence des arts martiaux et des cascades pour les films d'action.

### Vie privée
Alan Chui est marié à une femme taïwanaise et a deux enfants, Chui Ea-luen (fils) et Chui Yik-mei (fille).

## Filmographie

### Comme acteur
- L'Hirondelle d'or (1966)
- The Rescue (1971)
- Intimate Confessions of a Chinese Courtesan (1972)
- The Casino (1972)
- Dynamique Dragon contre boxeurs chinois (1972)
- The Young Avenger (1972)
- Les Maîtres de l'épée (1972)
- Duel of the Dragons (1973)
- Tiger (1973)
- Iron Bull (1973)
- The Awaken Punch (1973)
- Fist of Unicorn (1973)
- Opération Dragon (1973)
- Le Tigre noir du karaté (1973)
- The Rendezvous of Warriors (1973)
- The Rats (1973)
- Chinese Hercules (1973)
- Le Petit tigre de Canton (1973)
- Angry Tiger (1973)
- Ambush (1973)
- The Tournament (1974)
- Superior Youngster (1974)
- Naughty! Naughty! (1974)
- L'Homme au pistolet d'or (1974)
- The Young Dragons (1975)
- Gambling Syndicate (1975)
- Super Inframan (1975)
- Dynamite Jones et le Casino d'or (1975)
- The Golden Lion (1975)
- La Guerre des clans (1976)
- The Web of Death (1976)
- The Magic Blade (1976)
- Bruce Lee & I (1976)
- You Are Wonderful (1976)
- Oily Maniac (1976)
- The Girlie Bar (1976)
- La Vie fantastique de Bruce Lee (1976)
- Brotherhood (1976)
- Wrong Side of the Track (1976)
- Judgement of an Assassin (1977)
- To Kill a Jaguar (1977)
- Last Strike (1977)
- The Sentimental Swordsman (1977)
- The Adventures of Emperor Chien Lung (1977)
- Death Duel (1977)
- The Instant Kung Fu Man (1977)
- Broken Oath (1977)
- The Fatal Flying Guillotines (1977)
- Mantis Fists and Tiger Claws of Shaolin (1977)
- Pursuit of Vengeance (1977)
- The Supernatural (1978)
- Snake in the Eagle's Shadow, Part II (1978)
- Shaolin Ex Monk (1978)
- 7 Grandmasters (1978)
- Born Invincible (1978)
- The Proud Youth (1978)
- Clan of Amazons (1978)
- Flying Guillotine 2 (1978)
- Swordsman and Enchantress (1978)
- Soul of the Sword (1978)
- Legend of the Bat (1978)
- La 36e Chambre de Shaolin (1978)
- Dragon of the Swordsman (1978)
- Dirty Tiger, Crazy Frog (1978)
- Le Jeu de la mort (1978)
- La Malédiction de la Panthère rose (1978)
- Golgo 13: Assignment Kowloon (1978)
- Incredible Kung Fu Mission (1979)
- A Massacre Survivor (1979)
- Revenge of the Shaolin Master (1979)
- La Dernière Chevalerie (1979)
- The Challenger (1979)
- Kung Fu Vs. Yoga (1979)
- Two Fists Against the Law (1980)
- Devil Killer (1980)
- War of the Shaolin Temple (1980)
- Shaolin Temple Against Lama (1980)
- The Rebellious Reign (1980)
- The Loot (1980)
- Daggers 8 (1980)
- Black Eagle's Blades (1981)
- Zen Kwun Do Strikes in Paris (1981)
- Kung Fu from Beyond the Grave (1982)
- Demon Fighter (1982)
- Miraculous Sword Art (1982)
- Dragon Lord (1983)
- Swordsman Adventure (1983)
- Angry Young Man (1983)
- The Denouncement of Chu Liu Hsiang (1983)
- Shaolin Vs. Ninja (1983)
- Demon Strike (1984)
- Five Fighters from Shaolin (1984)
- The Innocent Interloper (1986, caméo)
- The Good Buddies (1987)
- Le Marin des Mers de Chine 2 (1987, caméo)
- Manchester Death Warrant (1990)
- The Fun, the Luck and the Tycoon (1990, non crédité)
- The Killer's Blues (1990)
- The Killer (1990, caméo)
- The Story of My Son (1990)
- The Monks From Shaolin (1991)
- The Fatal Game (1991)
- The Fatal Mission (1991)
- The Royal Scoundrel (1991)
- Running on Empty (1991)
- The Queen of Gamble (1991)
- The Little Shaolin Monk (1992)
- Direct Line (1992)
- Girls Without Tomorrow (1992)
- Powerful Four (1992)
- Angel Terminators (1992)
- Bogus Cops (1993)
- The Secret File (1993)
- The Wild Girls (1993)
- Claws of Steel (1993)
- Beyond the Copline (1993)
- S. D. U. Mission in Mission (1994)
- Tomorrow (1995)
- Fatal Assignment (1995)
- Drugs Fighters (1995)
- Tough Beauty and the Sloppy Slop (1995)
- Scarred Memory (1996)
- Street of Fury (1996)
- Haunted Karaoke (1997)
- Return of Dragon (1998)
- Gold Rush (1999)
- No Sweat (2000)
- Prostitute Killers (2000)
- Man Wanted 3 (2000)
- Breaking News (2004)
- Election 2 (2006)
- Hong Kong Bronx (2008)
- I Corrupt All Cops (2009)
- Turning Point (2009)
- Vengeance (2009)
- Adventure of the King (2010)
- A Chinese Ghost Story (2011)
- La Vie sans principe (2011)
- Punished (2011)
- Once Upon a Time in Macau - The Way of the Tiger (2016)
- My Alien Girlfriend (2017)
- Quan Dao: The Journey of a Boxer (2020)

### Comme chorégraphe des scènes d'actions
- The Instant Kung Fu Man (1977) – (directeur assistant des scènes d'action) non crédité
- Snuff Bottle Connection (1977) – (directeur assistant des scènes d'action) non crédité
- Shaolin Ex Monk (1978)
- Ways of Kung Fu (1978)
- Le Magnifique' (1978) – (directeur assistant des scènes d'action) non crédité
- Iron Fisted Eagle's Claw (1979)
- La Dernière Chevalerie (1979)
- Kung Fu vs. Yoga (1979)
- The Incredible Kung Fu Mission (1979) – (directeur assistant des scènes d'action) non crédité
- Fighter of Death (1979) – non crédité
- The Rebellious Reign (1980)
- Shaolin Temple Against Lama (1980)
- War of the Shaolin Temple (1980)
- Two Fists Against the Law (1980)
- Zen Kwan Do Strikes Paris (1981) – non crédité
- Shaolin Temple Strikes Back (1981)
- Black Eagle's Blade (1981)
- Miraculous Sword Art (1982)
- Kung Fu from Beyond the Grave (1982)
- Crazy Horse, Intelligent Monkey (1982)
- Demon Fighter (1982)
- Shaolin Vs. Ninja (1983)
- Demon Strike (1984)
- Le Sorcier du Népal (1986)
- Histoire de fantômes chinois (1987)
- The Inspector Wears Skirts (1988)
- Midnight Angel (1990)
- Fatal Mission (1991)
- The Killer (1991)
- Direct Line (1992)
- The Inspector Wears Skirts IV (1992)
- Painted Skin (1992)
- Super Lady Cop (1992)
- The Thief of Time (1992)
- The Wild Girls (1993)
- Magic Sword (1993)
- Hero – Beyond the Boundary of Time (1993)
- Fatal Seduction (1993)
- The Trail (1993)
- Tough Beauty and the Sloppy Slop (1995)
- Drug Fighters (1995)
- Street of Fury (1996)
- Haunted Karaoke (1997)
- Leopard Hunting (1998)
- White Storm (2000)
- Man Wanted 3 (2000)
- Boxing Hero (2003)
- Internet Disaster (2003)
- A Chinese Ghost Story (2011)
- Nightmare (2011)

### Comme réalisateur
- The Incredible Kung Fu Mission (1979) – (assistant réalisateur)
- Tough Beauty and the Sloppy Slop (1995)
- Bloody Secret (2000)

## Séries TV

### Dramas
- The Legend of the Condor Heroes (1983)
- Invincible Swordsman (1984)
- Genghis Khan (1987)
- Zheng Cheng Gong (1987)
- Wing Chun (1988)
- The Justice of Life (1988)
- The Hunter's Prey (1990)
- The Witness of Time (1990)
- On the Edge (1991)
- The Commandments (1992)
- Gik Dok Hung Leng (1992)
- The Intangible Truth (1994)
- The Criminal Investigator 2 (1996)
- Once Upon a Time in Shanghai (série TV) (1996)
- Weapons of Power (1997)
- War and Remembrance (1998)
- A Smiling Ghost Story (1998)
- Highs and Lows (2012)
- Silver Spoon, Sterling Shackles (2012)
- Friendly Fire (2012)
- Highs and Lows (2012)
- Silver Spoon, Sterling Shackle (2012)
- Always and Ever (2013)
- Brother's Keeper (2013)
- ICAC Investigators 2014 (2014)
- Young Charioteers (2015)
- Youth Huo Yuan-Jia (2015)
- K9 Cop (2016)
- Come Home Love: Dinner at 8 (2016)
- Recipes to Live By (2017)
- Burning Hands (2017)
- Line Walker: The Prelude (2017)
- Heart and Greed (2017)

### Émissions TV
- The Green Room (saison 2013)
- Hong Kong People Say (2015)
- Sunday Stage Fight (2016)